# 慶尚北道 (日本統治時代)
慶尚北道（けいしょうほくどう、キョンサンプクト）は、日本統治時代の朝鮮の行政区画の一つ。おおむね現在の大韓民国の慶尚北道と大邱広域市を合わせた地域にあたる。道庁所在地は大邱。

## 概要
朝鮮東南部、慶尚道地方の北側にあたる。東は日本海に面し、北に江原道、西に忠清北道・全羅北道、南に慶尚南道と接する。

## 人口
昭和11年現住戸口調査より
- 総人口　2,454,275人
  - 内訳
    - 内地人　49,887人
    - 朝鮮人　2,402,970人
    - その他　1,418人

## 行政区分
昭和20年（1945年）当時

### 府
- 大邱府

### 郡
- 達城郡
  - 公山面、東村面、嘉昌面、多斯面、河浜面、城西面、月背面、花園面、玉浦面、論工面、玄風面、瑜伽面、求智面
- 軍威郡
  - 召保面、軍威面、孝令面、缶渓面、友保面、義興面、山城面、古老面
- 義城郡
  - 義城邑、丹村面、点谷面、玉山面、舎谷面、春山面、佳音面、金城面、鳳陽面、比安面、亀川面、丹密面、丹北面、安渓面、多仁面、新平面、安平面
- 安東郡
  - 安東邑、臥龍面、北後面、西後面、豊山面、豊川面、一直面、南後面、南先面、臨河面、吉安面、臨東面、月谷面、礼安面、陶山面、禄転面
- 青松郡
  - 青松面、府東面、府南面、県東面、県西面、安徳面、巴川面、真宝面
- 英陽郡
  - 英陽面、立巌面、青杞面、日月面、首比面、石保面
- 盈徳郡
  - 盈徳面、江口面、南亭面、達山面、知品面、丑山面、寧海面、柄谷面、蒼水面
- 迎日郡
  - 浦項邑、九龍浦邑、達田面、興海面、曲江面、神光面、清河面、松羅面、竹長面、杞渓面、延日面、大松面、烏川面、東海面、只杏面
- 慶州郡
  - 慶州邑、甘浦邑、内東面、陽北面、陽南面、外東面、内南面、山内面、西面、見谷面、江西面、江東面、川北面
- 永川郡
  - 永川邑、清通面、新寧面、花山面、華北面、紫陽面、臨阜面、古鏡面、北安面、大昌面、琴湖面
- 慶山郡
  - 慶山面、孤山面、安心面、河陽面、瓦村面、珍良面、慈仁面、龍城面、南山面、押梁面、南川面
- 清道郡
  - 大城面、華陽面、角南面、豊角面、角北面、伊西面、雲門面、錦川面、梅田面
- 高霊郡
  - 高霊面、徳谷面、雲水面、星山面、茶山面、開津面、牛谷面、双林面
- 星州郡
  - 星州面、船南面、龍岩面、修倫面、伽泉面、金水面、大家面、碧珍面、草田面、月恒面
- 漆谷郡
  - 倭館面、枝川面、漆谷面、東明面、架山面、仁同面、石積面、北三面、若木面
- 金泉郡
  - 金泉邑、農所面、南面、牙浦面、開寧面、甘文面、禦侮面、鳳山面、代項面、甘川面、助馬面、亀城面、知礼面、釜項面、大徳面、甑山面
- 善山郡
  - 善山面、舞乙面、玉城面、桃開面、海平面、山東面、長川面、亀尾面、高牙面
- 尚州郡
  - 尚州邑、沙伐面、中東面、洛東面、青里面、功城面、外南面、内西面、牟東面、牟西面、化東面、化西面、化北面、外西面、銀尺面、恭倹面、咸昌面、利安面
- 聞慶郡
  - 聞慶面、麻城面、加恩面、籠岩面、虎渓面、戸西南面、永順面、山陽面、山北面、東魯面
- 醴泉郡
  - 醴泉邑、龍門面、上里面、下里面、甘泉面、普門面、虎鳴面、柳川面、龍宮面、開浦面、知保面、豊壌面
- 栄州郡
  - 栄州邑、伊山面、平恩面、文殊面、長寿面、安定面、鳳峴面、豊基面、順興面、丹山面、浮石面
- 奉化郡
  - 乃城面、物野面、鳳城面、法田面、春陽面、小川面、祥雲面

### 島
- 鬱陵島
  - 南面、西面、北面

## 歴代慶尚北道知事（道長官を含む）
1919年8月以前は「慶尚北道長官」。
| 氏名               | 在任期間                       | 備考                      |
| ------------------ | ------------------------------ | ------------------------- |
| 李軫鎬             | 1910年10月1日 - 1916年3月28日  | 慶尚北道長官              |
| 鈴木隆             | 1916年3月28日 - 1919年9月26日  | 1919年8月より慶尚北道知事 |
| 藤川利三郎         | 1919年9月26日 - 1923年2月24日  |                           |
| 沢田豊丈           | 1923年2月24日 - 1926年5月12日  |                           |
| 須藤素             | 1926年5月12日 - 1929年1月21日  |                           |
| 今村正美           | 1929年1月21日 - 1929年12月11日 |                           |
| 林茂樹             | 1929年12月11日 - 1931年9月23日 |                           |
| 金瑞圭             | 1931年9月23日 - 1935年4月1日   |                           |
| 岡崎哲郎           | 1935年4月1日 - 1936年5月21日   |                           |
| 伊達四雄           | 1936年5月21日 - 1936年9月5日   |                           |
| 上滝基             | 1936年9月5日 - 1941年1月24日   |                           |
| 高橋敏             | 1941年1月24日 - 1941年11月19日 |                           |
| 高尾甚造           | 1941年11月19日 - 1943年9月30日 |                           |
| 武永憲樹（厳昌燮） | 1943年9月30日 - 1944年8月17日  |                           |
| 李昌根             | 1944年8月17日 - 1945年6月16日  |                           |
| 金大羽             | 1945年6月16日 -                | 日本統治下最後の知事      |

## 法院（裁判所）
昭和16年（1941年）当時
- 大邱覆審法院
- 大邱地方法院
- 大邱地方法院金泉支庁
- 大邱地方法院尚州支庁
- 大邱地方法院安東支庁
- 大邱地方法院慶州支庁
- 大邱地方法院盈徳支庁

## 刑務所
昭和16年（1941年）当時
- 大邱刑務所
- 金泉少年刑務所

## 警察
昭和2年（1927年）当時
- 慶尚北道警察部
  - 大邱警察署
  - 軍威警察署
  - 義城警察署
  - 安東警察署
  - 青松警察署
  - 英陽警察署
  - 盈徳警察署
  - 浦項警察署
  - 慶州警察署
  - 永川警察署
  - 慶山警察署
  - 清道警察署
  - 高霊警察署
  - 星州警察署
  - 倭館警察署
  - 金泉警察署
  - 善山警察署
  - 尚州警察署
  - 聞慶警察署
  - 醴泉警察署
  - 栄州警察署
  - 奉化警察署
  - 鬱陵島警察署

### 憲兵警察制度下における憲兵部隊
大正4年（1915年）当時
- 大邱憲兵隊
  - 倭館憲兵分隊
  - 金泉憲兵分隊
  - 尚州憲兵分隊
  - 栄州憲兵分隊
  - 浦項憲兵分隊

## 税務
昭和16年（1941年）当時

### 税務署
- 大邱税務署

## 専売局
昭和16年（1941年）当時
- 大邱地方専売局

## 気象
昭和17年（1942年）当時
- 大邱測候所
- 鬱陵島測候所

## 高等教育機関
- 尚州公立農蠶学校（1921年開校、慶尚北道所管の公立学校）
- 大邱師範学校（1923年開校、朝鮮総督府所管の官立学校）
- 大邱医学専門学校（1929年開校、朝鮮総督府所管の官立学校）
- 大邱農業専門学校（1944年開校、朝鮮総督府所管の官立学校）
  - 上記4校はすべて現在の韓国国立慶北大学校。

## 日本軍駐屯地
昭和11年（1936年）の平時編制
- 歩兵第80連隊（大邱府）

## 鉄道
昭和20年（1945年）の路線

### 総督府鉄道
- 京釜線
- 京慶線
- 東海線
- 慶北線
- 大邱線

## 道路
昭和2年（1927年）当時

### 一等道路
- 京城釜山線
- 大邱安東線
- 大邱慶州線
- 大邱統営線
- 永川義城線
- 慶州襄陽線
- 晋州尚州線
- 釜山慶州線
- 栄川蔚珍線

### 二等道路
- 忠州盈徳線
- 咸昌安東線

## 港湾
昭和6年（1931年）当時

### 地方港
- 江口港
- 浦項港
- 九龍浦港
- 甘浦港
- 丑山港

## 鉱山
- 得水鉱山（鉛）
- 七宝鉱山（銀・銅・砒）
- 金井金山
- 聞慶無煙炭礦業所
- 鳳鳴黒鉛礦業所

## 神社
- 大邱神社
- 金泉神社
- 浦項神社
- 鬱島神社
- 安東神社
- 慶州神社

## 企業
道内に本社を有する資本金50万円以上の企業である（昭和15年・1940年当時）

### 農林水産業
- 甘浦鰛産業
- 三栄組水産
- 迎日湾漁業

### 製造業
- 朝鮮生糸

### 運輸業
- 慶北貨物自動車

### 卸売小売業
- 慶北産業
- 慶北商工

### 金融業
- 慶尚合同銀行
- 慶北無尽

### 不動産業
- 朝鮮土地興業
- 鮮満産業

## マスメディア

### ラジオ放送局
昭和20年（1945年）8月当時
- 朝鮮放送協会大邱放送局（呼出符号：JBGK）

### 日本語新聞
昭和16年（1941年）当時
- 朝鮮民報
- 大邱日報

## 出身有名人
この時代に生まれ育つか、または活躍した者を掲載
- 朴敬元（朝鮮人初の女性パイロット）
- 朴正煕（軍人・後の大韓民国大統領）
- 盧泰愚（軍人・後の大韓民国大統領）
- 陳昌鉉（バイオリン製作者）
- 金宇中（韓国の資本家）
- 韓徳銖（元朝鮮総連議長）
- 張赫宙（小説家）